# Calciouranoite
La calciouranoite è un minerale.